# خودپخشی
طبق تعریف آیوپاک، ضریب خودپخشی، ضریب پخش {\displaystyle D_{i}^{*}} از نوع {\displaystyle i} است وقتی که گرادیان پتانسیل شیمیایی برابر با صفر باشد. با معادله زیر به ضریب انتشار {\displaystyle D_{i}} مرتبط می‌شود:
{\displaystyle D_{i}^{*}=D_{i}{\frac {\partial \ln c_{i}}{\partial \ln a_{i}}}.}
اینجا، {\displaystyle a_{i}} فعالیت نوع  {\displaystyle i} در محلول است و {\displaystyle c_{i}} غلظتش (به انگلیسی: concentration) {\displaystyle i}  است. این اصطلاح معمولاً برابر با پخش معین است که با مشاهده حرکت یک ایزوتوپ در ماده مورد نظر تعیین می‌شود.